# Trélou-sur-Marne
Trélou-sur-Marne är en kommun i departementet Aisne i regionen Hauts-de-France i norra Frankrike. Kommunen ligger  i kantonen Condé-en-Brie som ligger i arrondissementet Château-Thierry. År 2022 hade Trélou-sur-Marne 948 invånare.

## Befolkningsutveckling
Antalet invånare i kommunen Trélou-sur-Marne
Referens: INSEE